# Euphrasia perpusilla
Euphrasia perpusilla es una especie de planta del género Euphrasia, perteneciente a la familia Orobanchaceae y endémica de los archipiélagos de la zona austral de Chile.
Fue recolectada por el médico y naturalista alemán Francisco Fonck (1830–1912), quien llegó a Chile en 1854 y que en una expedición hidrográfica en 1857 visitó el archipiélago de los Chonos. Fonck fue colaborador del otro naturalista alemán Rodulfo Amando Philippi, quien registró la planta en 1858. Desde entonces no fue vuelta a identificar sino hasta junio de 2024.

## Características
Posee un ciclo de vida anual y mide 1 centímetro. Sus lóbulos apicales del cáliz son redondeados, a diferencia de otras especies de Euphrasia sudamericanas, que tienen lóbulos con ápice agudo.

## Redescubrimiento
La planta fue redescubierta por el botánico Patricio Saldivia en junio de 2024. El hallazgo se llevó a cabo en unas turberas acojinadas de la Isla Campana, parte de la Reserva nacional Katalalixar, provincia Capitán Prat, en la Región de Aysén de Chile. Si bien el material originalmente recolectado por Francisco Fonck, colaborador de Philippi, ya estaba perdido, la identificación fue posible gracias a la breve pero precisa descripción morfológica que hizo Philippi de la planta.